# Palazzo dei Dieci Savi

Palazzo dei Dieci Savi: Fassade zum Canal Grande

Palazzo dei Dieci Savi ist ein Palast in Venedig in der italienischen Region Venetien. Er liegt im Sestiere San Polo mit Blick auf den Canal Grande neben der Rialtobrücke und dem Palazzo dei Camerlenghi, in der Nähe der Kirche San Giacomo Apostolo.

## Geschichte
Den Palast baute Antonio Abbondi in der ersten Hälfte des 16. Jahrhunderts. Er wurde Sitz der Dieci Savi alle Decime (dt.: Zehn Weise der Zehntel), der Finanzmagistratur der Republik Venedig. Diese Funktion hatte das Gebäude während der gesamten Dauer der Republik.
Er wurde restauriert und ist in gutem Zustand. Dann wurde er Sitz des Magistrato alle Acque (dt.: Wassermagistrat), eines öffentlichen Amtes, das 2014 in Folge des Skandals um das MO.S.E-Projekt aufgelöst wurde.

## Beschreibung

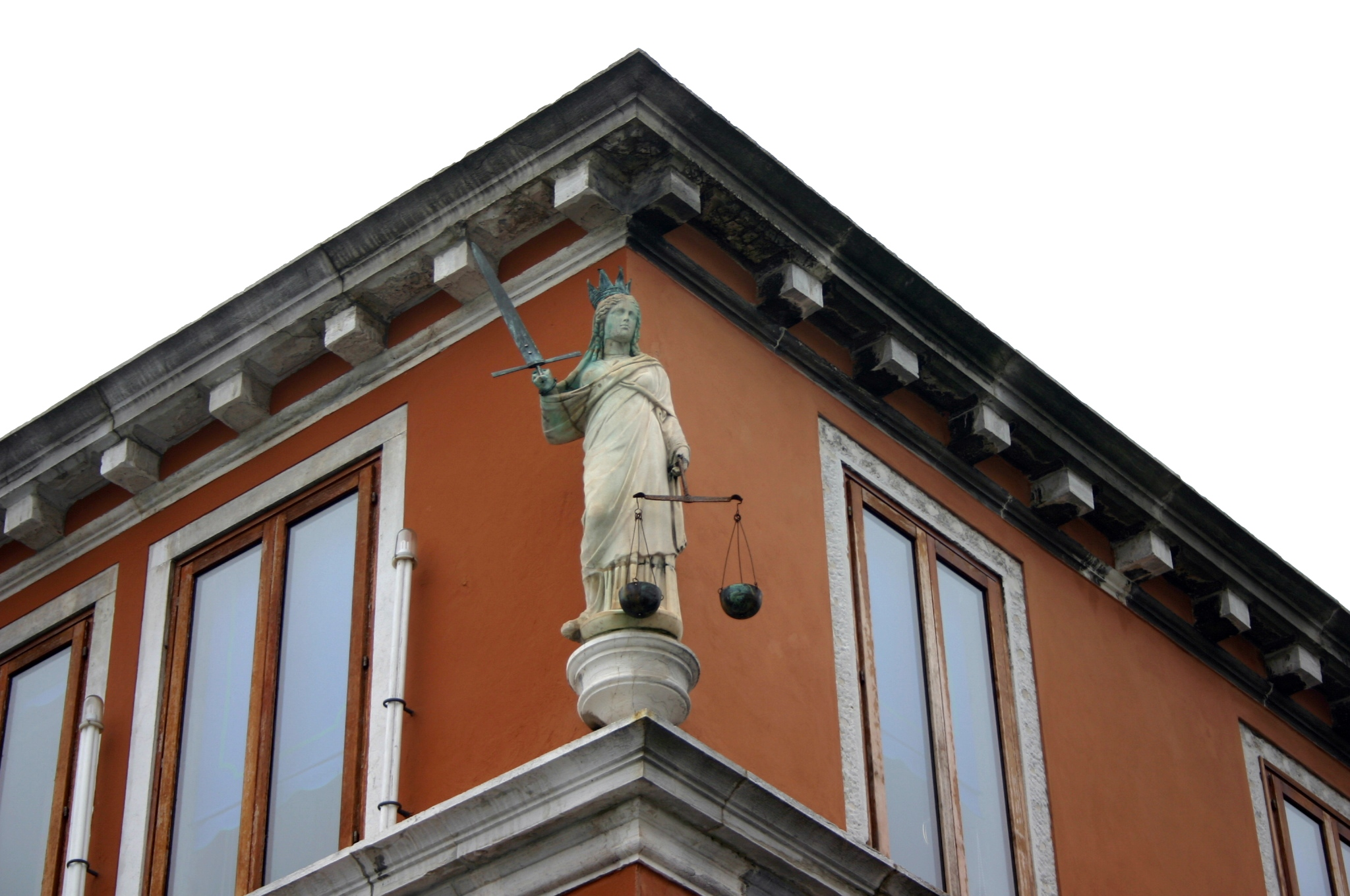
Detail des Palastes mit La Giustizia

Der Löwe von St. Mark an der Fassade

Der Palast hat eine breite Fassade zur Ruga degli Oresi hin und eine schmale Fassade zum Canal Grande.
Die breite Fassade hat im Erdgeschoss eine Vorhalle mit ganzen 37 Rundbögen, deren Kreuzrippengewölbedecken mit Fresken bedeckt sind, die größtenteils ziemlich gut erhalten sind.
Die beiden oberen Stockwerke, getrennt durch lange und dicke Gesimse, sind unter dem Banner der Rationalität entworfen, im Einklang mit derselben Funktion, die der Palast hat. Es gibt dort zwei Reihen von je 37 rechteckigen Einzelfenstern in schmucklosen Steinrahmen. Ganz oben verläuft unter dem Dach eine dünne, gezahnte Dachtraufe.
Ähnlich stellt sich die Fassade zum Canal Grande dar: Im Erdgeschoss sind vier Arkaden angebracht und in den oberen Stockwerken je fünf Paare von rechteckigen Einzelfenstern.
Es gibt nur zwei dekorative Elemente: Eine Statue aus dem 16. Jahrhundert, die Justitia darstellt und im zweiten Obergeschoss an der Gebäudeecke zwischen den beiden Fassaden angebracht ist, und ein Halbrelief mit einem Markuslöwen in einem kreisrunden Rahmen aus dem Jahre 1848, der Epoche der kurzlebigen Repubblica di San Marco in Opposition zur österreichischen Herrschaft, die die Stadt den Italienern kurz vorher weggenommen hatte.